# Diácope
Diácope é uma figura de linguagem que consiste na repetição da mesma palavra em semelhante com outra de permeio. 
Exemplos:
- "Tu só tu, puro amor..." (Lus,3,119)
- Dargo o valente dargo, a quem na guerra ninguém nunca jamais não viu as costas."  (Garrett)